# Спранг (Нідерланди)
Спранг (нід. Sprang) — село в нідерландській провінції Північний Брабант. Входить до муніципалітету Валвейк.
Його площа — 1,92 км², а населення станом на 2021 рік становило 2885 осіб.
Перша згадка про населений пункт датується 1331 роком.
До 1923 року мало статус окремого муніципалітету.

## Галерея

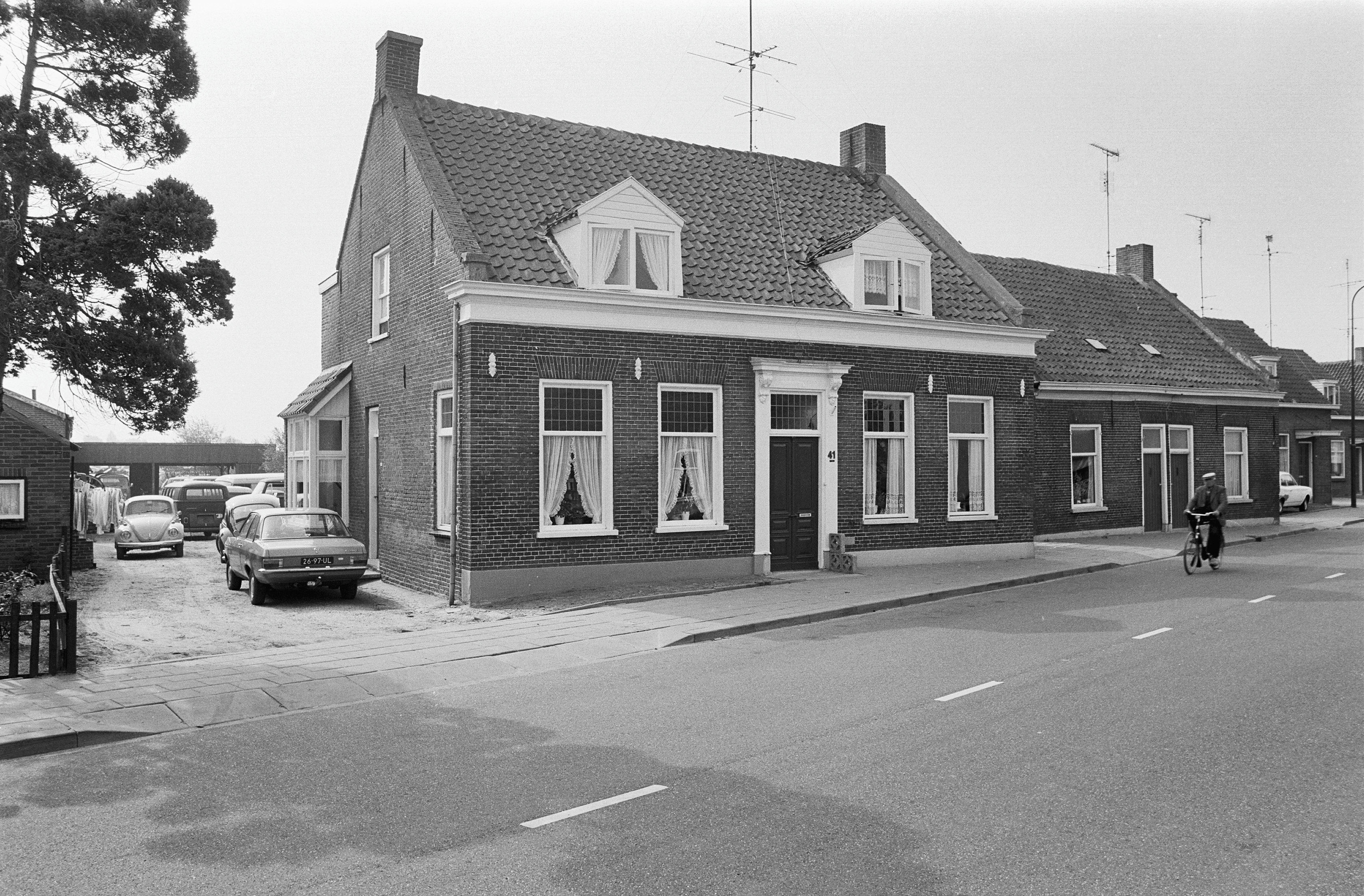
Сільська вулиця (1976)
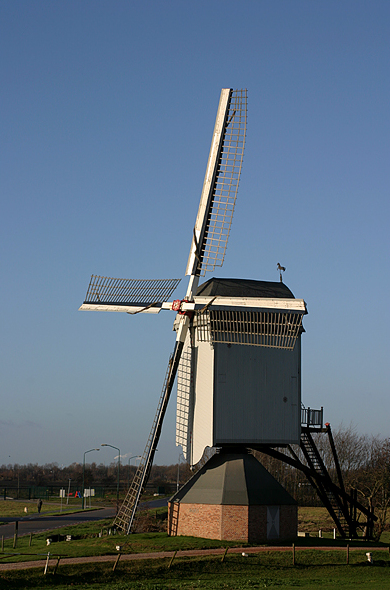
Вітряк Dye Sprancke
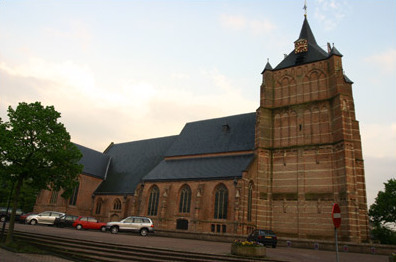
Реформістська церква